# Маханькова, Анна Ефимовна
Анна Ефимовна Маханькова (1922, Августовка, Самарская губерния — 1999, Перелюб, Саратовская область) — передовик советского сельского хозяйства, телятница совхоза «Саратовский» Перелюбского района Саратовской области, Герой Социалистического Труда (1966).

## Биография
Родилась в 1922 году в селе Августовка (ныне — Большечерниговского района Самарской области) в русской семье крестьянина. В 1929 году её родители, Ефим Фролович и Прасковья Фроловна, вступили в колхоз имени Сталина. В семье воспитывалось трое детей. Анна завершила обучение в двух классах школы. В 1933 году, после смерти отца, семья пешком перебралась на хутор Иваниха Перелюбского района, который был отделением совхоза «Красноармеец». Анна стала помогать матери работать на местной ферме.
В 1939 году начала работать на совхозной ферме телятницей, проработала более сорока лет до выхода на пенсию. За эти годы через её заботливые руки прошли многие сотни выращенных телят. В течение многих лет она возглавляла социалистическое соревнование, добивалась выдающихся успехов и была одной из лучших телятниц в Перелюбском районе Саратовской области.
За большие успехи, достигнутые во Всесоюзном социалистическом соревновании, и проявленную трудовую доблесть при выполнении принятых обязательств по улучшению производства молока, Указом Президиума Верховного Совета СССР от 22 марта 1966 года Анне Ефимовне Маханьковой было присвоено звание Героя Социалистического Труда с вручением ордена Ленина и золотой медали «Серп и Молот».
В дальнейшем продолжала работать на ферме. После выхода на пенсию проживала в селе Иваниха, затем перебралась в Перелюб.
Умерла в 1999 году. Похоронена в селе Иваниха Перелюбского района Саратовской области.

## Награды
За трудовые успехи удостоен:
- золотая звезда «Серп и Молот» (22.03.1966),
- орден Ленина (22.03.1966),
- Медаль «За доблестный труд в Великой Отечественной войне 1941—1945 гг.»
- другие медали.